# Tinizong
Tinizong (toponimo romancio; in tedesco Tinzen, desueto) è una frazione del comune svizzero di Surses, nella regione Albula (Canton Grigioni).

## Geografia fisica
Tinizong è situato nella Val Sursette, sulla sponda destra del torrente Giulia.

## Storia

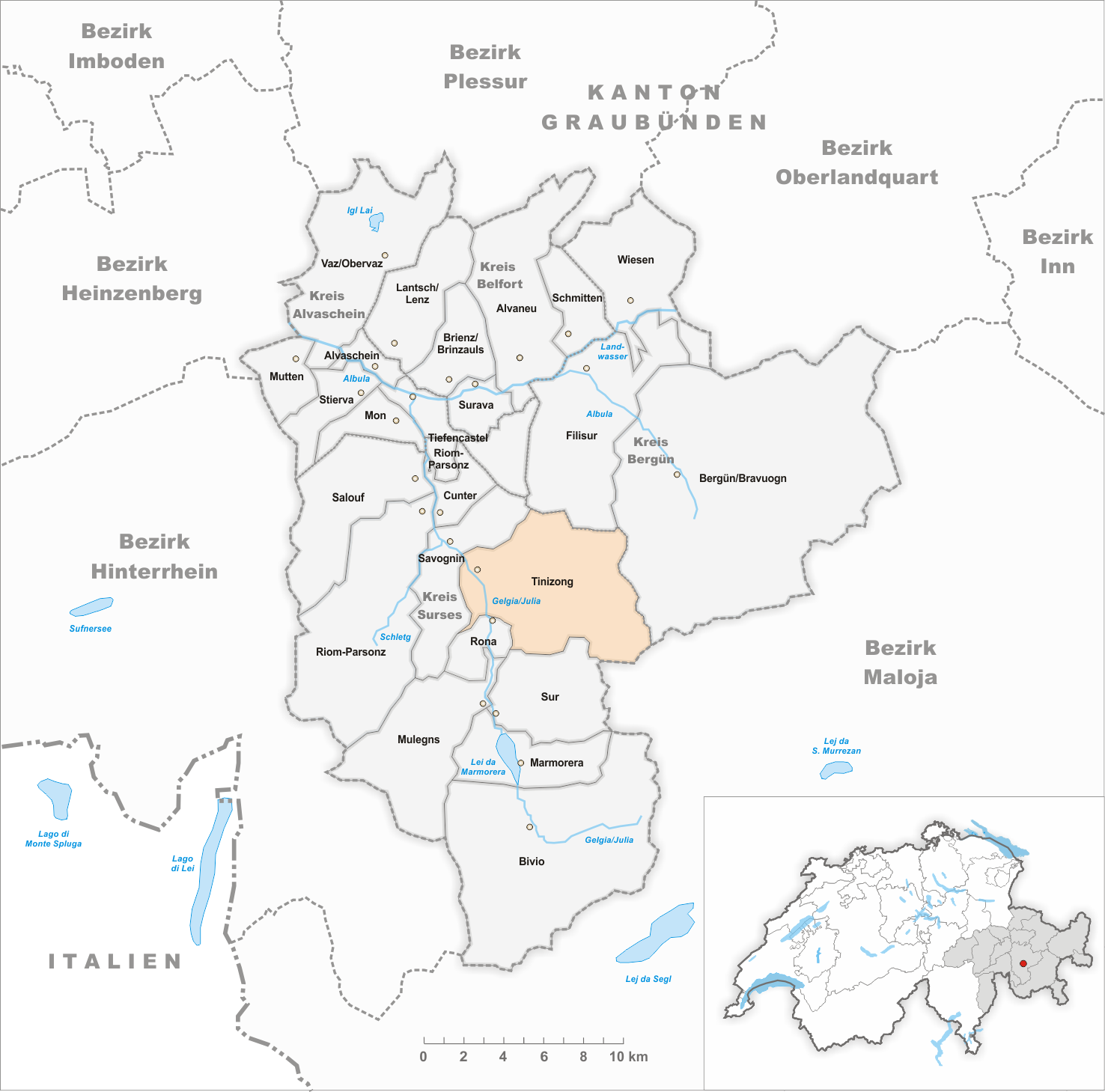
Il territorio del comune di Tinizong prima degli accorpamenti comunali del 1998

In epoca romana il nome della località era Tinnetio oppure Tinnetione. Già comune autonomo che comprendeva anche la frazione di Ruegnas (fino al 1910, quando divenne frazione di Rona), nel 1998 fu accorpato all'altro comune soppresso di Rona per formare il nuovo comune di Tinizong-Rona, il quale a sua volta il 1º gennaio 2016 è stato accorpato agli altri comuni soppressi di Bivio, Cunter, Marmorera, Mulegns, Riom-Parsonz, Salouf, Savognin e Sur per formare il nuovo comune di Surses, del quale Tinizong è il capoluogo.

## Monumenti e luoghi d'interesse

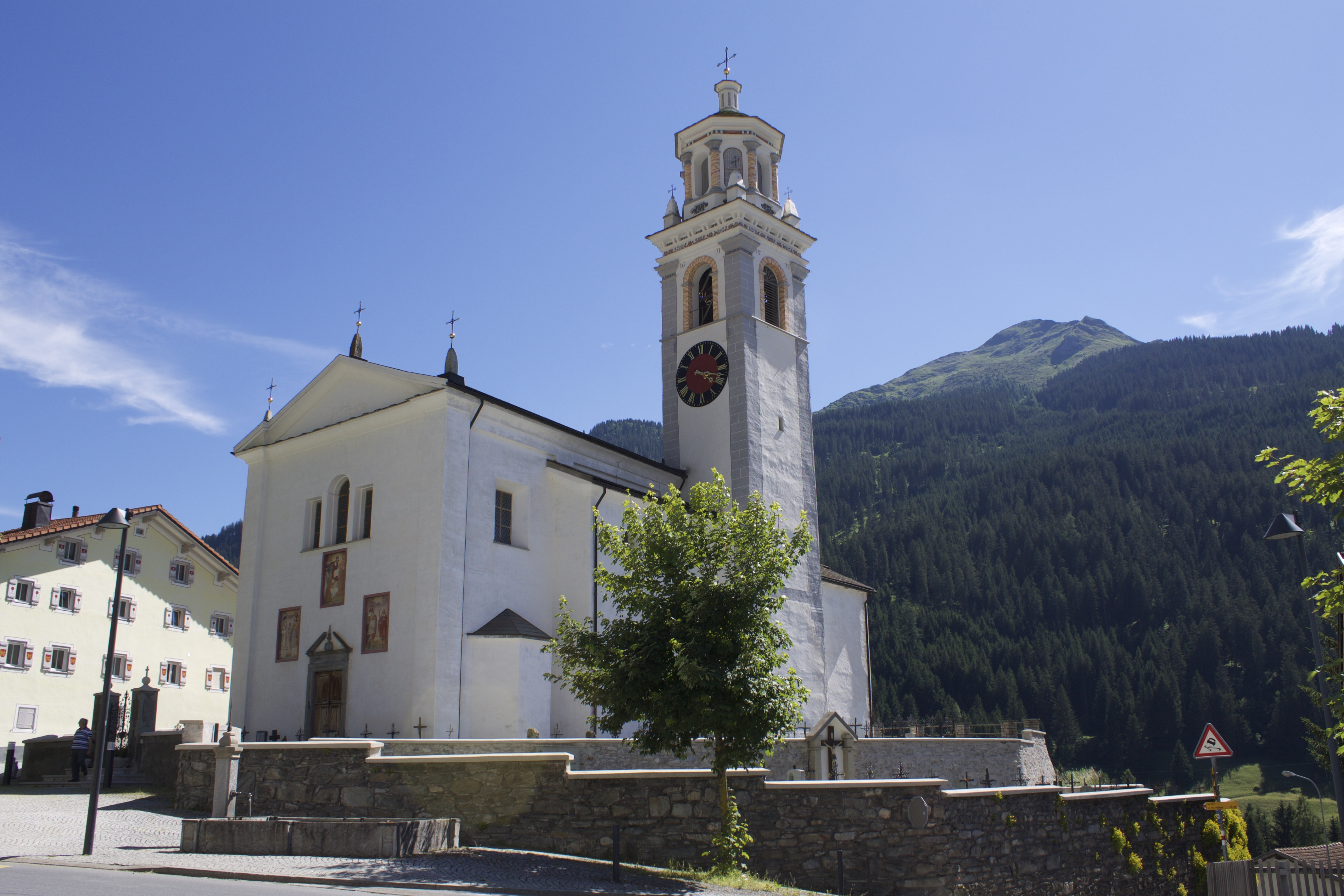
La chiesa di San Biagio

- Chiesa cattolica di San Biagio, attestata dal 1180 e ricostruita nel 1663[1].

## Società

### Evoluzione demografica
L'evoluzione demografica è riportata nella seguente tabella:
Abitanti censiti

## Amministrazione
Ogni famiglia originaria del luogo fa parte del comune patriziale che ha la responsabilità della manutenzione di ogni bene comune.